# Monument classé de Grade I et II* dans le borough londonien de Barking et Dagenham
Il existe plus de 9 000 bâtiments classés Grade I et 20 000 bâtiments classés Grade II * en Angleterre. Cette page est une liste de ces bâtiments du borough londonien de Barking et Dagenham.

## Grade I
| Nom                                    | Localisation | Type               | Terminé      | Date        | Grille réf/Coordonnées                   | Numéro  | Image      |
| -------------------------------------- | ------------ | ------------------ | ------------ | ----------- | ---------------------------------------- | ------- | ---------- |
| Eastbury Manor House                   | Becontree    | Manoir             | XVIe siècle  | 28 mai 1954 | TQ4570983804 51° 32′ 04″ N, 0° 05′ 58″ E | 1359303 | Voir aussi |
| Murs de jardin de Eastbury Manor House | Becontree    | Murs de jardin     | XVIe siècle  | 28 mai 1954 | TQ4573983813 51° 32′ 04″ N, 0° 05′ 59″ E | 1064414 |            |
| Église paroissiale de St Margaret      | Barking      | Église paroissiale | XIIIe siècle | 28 mai 1954 | TQ4406583891 51° 32′ 08″ N, 0° 04′ 33″ E | 1064408 | Voir aussi |

## Grade II*
| Nom                           | Localisation         | Type         | Terminé                | Date             | Grille réf/Coordonnées                   | Numéro  | Image      |
| ----------------------------- | -------------------- | ------------ | ---------------------- | ---------------- | ---------------------------------------- | ------- | ---------- |
| Église de St Peter et St Paul | Dagenham             | Église       | 1688                   | 28 juin 1954     | TQ5004384530 51° 32′ 21″ N, 0° 09′ 50″ E | 1359302 | Voir aussi |
| Eastbrook public house        | Barking and Dagenham | Public house | Construit en 1937-1938 | 11 décembre 2009 | TQ4996585842 51° 33′ 04″ N, 0° 09′ 48″ E | 1393600 |            |
| Fire Bell Gate, Barking Abbey | Barking and Dagenham | Porte        | Début du XIXe siècle   | 28 mai 1954      | TQ4409683947 51° 32′ 08″ N, 0° 04′ 40″ E | 1064407 | Voir aussi |
| Valence House                 | Becontree            | Maison       | XIIIe siècle           | 28 juin 1954     | TQ4804486539 51° 33′ 28″ N, 0° 08′ 09″ E | 1064404 | Voir aussi |

## Grade II
| Nom                 | Localisation | Type     | Terminé       | Date              | Grille réf/Coordonnées                   | Numéro  | Image      |
| ------------------- | ------------ | -------- | ------------- | ----------------- | ---------------------------------------- | ------- | ---------- |
| Barking station     | Barking      | Station  | 13 avril 1854 | 24 novembre 1995  | TQ4435184373 51° 32′ 21″ N, 0° 04′ 54″ E | 1242678 | Voir aussi |
| Civic Centre        | Dagenham     | Bâtiment | octobre 1937  | 24 août 1981      | TQ4951986869 51° 33′ 37″ N, 0° 09′ 22″ E | 1064422 | Voir aussi |
| St Patrick's Church | Barking      | Église   | juillet 1940  | 10 septembre 2009 | TQ4542283725 51° 32′ 01″ N, 0° 05′ 43″ E | 1393196 | Voir aussi |